# 猿のこぶし結び

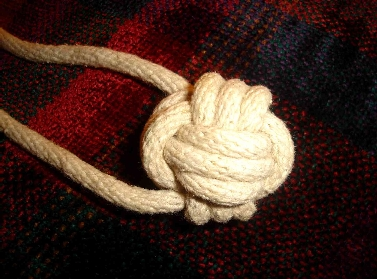
猿のこぶし結び

猿のこぶし結び（さるのこぶしむすび、Monkey's fist）とは、ロープの端の部分に大きな球状のこぶをつくる結び方。モンキー結び、握りこぶし結び、ボタン結び、小袋結びともいう。
1889年、E・N・リトルによって初めて図示された結び目である。

## 結び方
猿のこぶし結びは、以下のようにしてつくる。
1. ロープを何度か巻く。

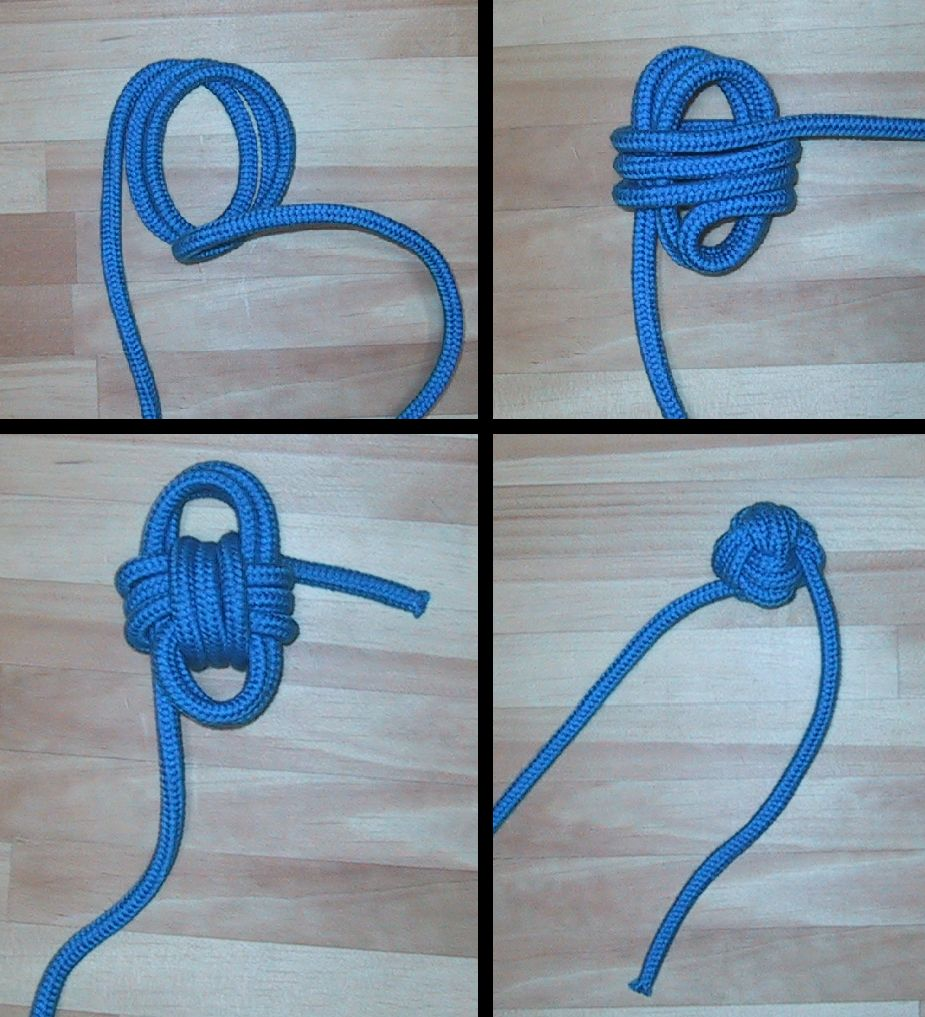
猿のこぶし結びの結び方

2. 1でつくった巻きの外側に、さきほどの巻きと垂直な方向にロープを何度か巻く。
3. 1でつくった巻きの内部で、2でつくった巻きの外側にロープを何度か巻く。
4. 結び目が球状になるように形を整える。
5. 動端をロープの固定端側に、もやい結びや輪つなぎを作ってとめる。

ステップ1・2・3で何回ロープを巻くかによって結び目の大きさが変わる（3～5回程度巻けばよい）。ステップ3でロープを巻く方向は、ステップ1・2で巻いた方向の両方と垂直になるようにする。
発泡スチロールに割り箸を何本か刺し、割り箸に芯を固定して結ぶという方法もある。

## 用途

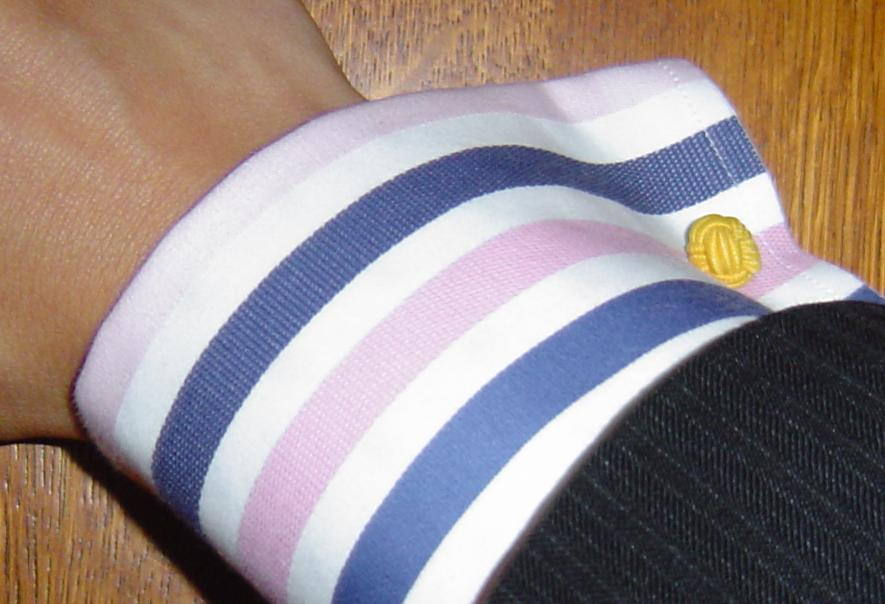
ボタンに用いられる猿のこぶし結び

結び目の内部に球状の鉛や小石などのおもりを入れておくと、ロープの端の部分を重くするために使うことができる。猿のこぶし結びを使ってロープの端の部分を重くしておけば、ロープの片端を遠くのほうまで投げなければならないとき、より遠くまでとばすことができる。
猿のこぶし結びは、装飾的な結び目としても用いられ、キーホルダーとしても活用できる。